# Canal de Piast

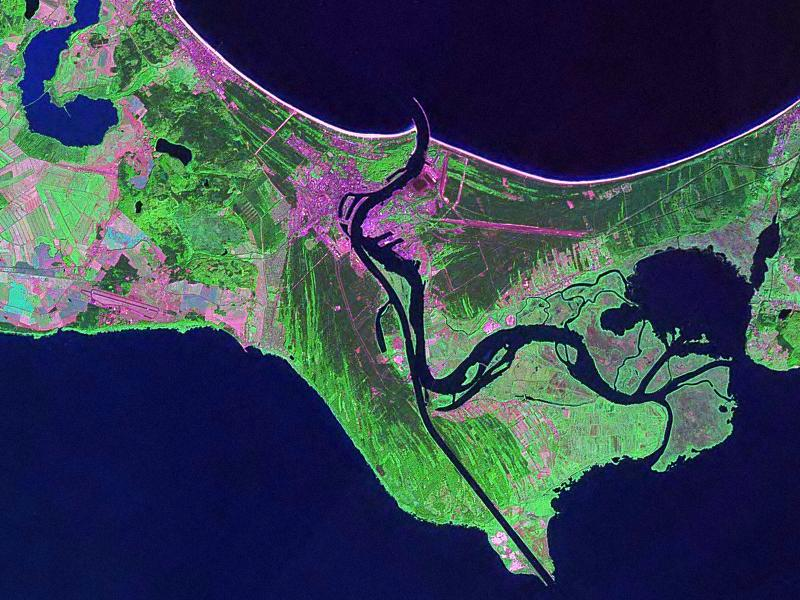
Photo satellite Landsat montrant le canal en bas au centre

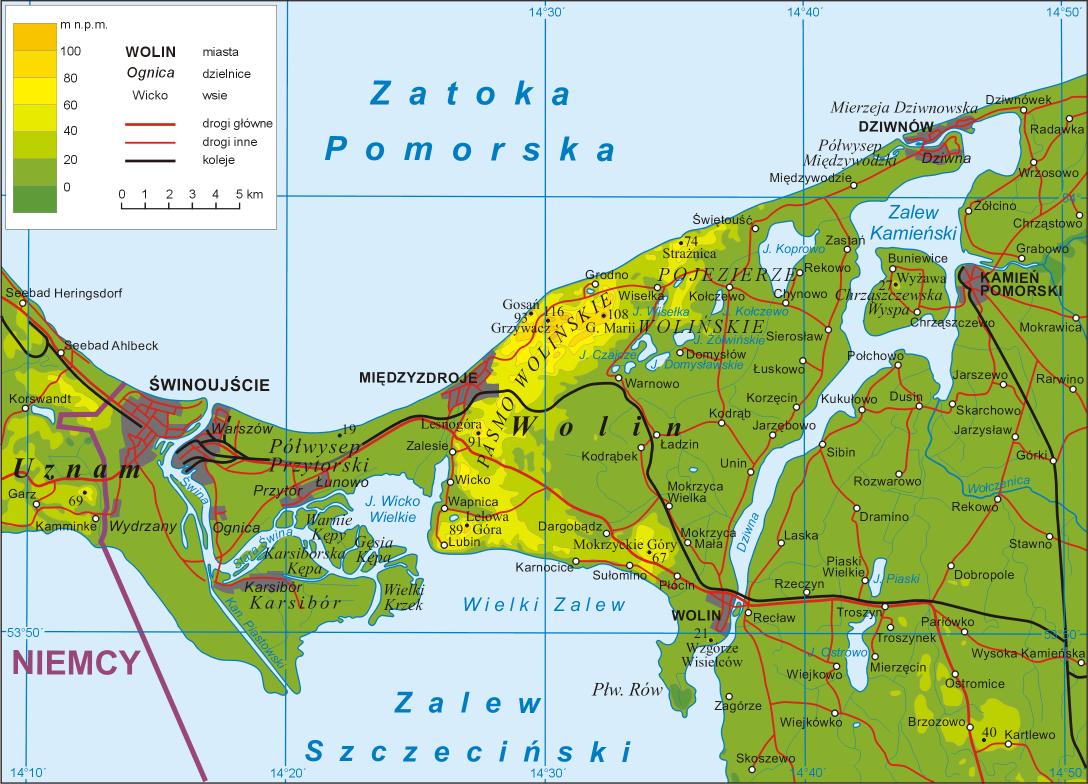
Carte

Le canal de Piast (en allemand : Kaiserfahrt, en polonais : Kanał Piastowski) est un canal maritime qui relie la lagune de Szczecin dans l'estuaire de l'Oder à la mer Baltique via la rivière Świna. La partie orientale de la Świna est contournée par le canal, offrant une connexion sud-nord plus pratique et plus facile pour les grands navires de la Baltique pour atteindre la ville industrielle de Szczecin (allemand : Stettin).

## Histoire
Le canal, d'environ 12 km de long et dix mètres de profondeur, a été creusé à l'époque de l'Empire allemand, entre 1874 et 1880 et fut baptisé en allemand : Kaiserfahrt (en français chemin de l'Empereur). Il ainsi nommé d'après  Guillaume Ier (r. 1871-1888) qui régnait alors et non d'après son successeur, son petit-fils Guillaume II ( r. 1888-1918 ), célèbre pour son intérêt pour la navigation et les cuirassés. 
Le canal permettait aux navires de contourner le bras oriental de la rivière Świna, très difficile à naviguer. L'avantage qui en résulte pour la navigation entre la mer Baltique et la lagune a vu l'ascendance du port de Stettin et un déclin du port de Świnoujście (allemand : Swinemünde), car désormais les navires de haute mer pouvaient naviguer jusqu'à Stettin. Un autre effet secondaire l'île d'Usedom fut coupée en deux, sa partie orientale devenant une île qui porte le nom de son plus grand village, Kaseburg (polonais : Karsibór). D'autre part, la ligne de chemin de fer, ouverte en 1875, de Berlin à Swinemünde en passant par le pont levant de Karnin (en) (en partie détruit en 1945) contribua à promouvoir Swinemünde et les villages voisins comme stations balnéaires.
Après la Seconde Guerre mondiale, la région fut rattachée à la Pologne avec les changements de frontière décidés lors de la conférence de Potsdam, et le canal fut renommé Kanał Piastowski, en référence à l'histoire médiévale de la Pologne sous la dynastie Piast, cette dynastie était la première dynastie royale polonaise. En octobre 2020, une bombe sismique Tallboy non explosée de l'attaque de la Royal Air Force contre le croiseur allemand Lützow en avril 1945 a été retrouvée dans le canal. Après avoir évacué environ 750 personnes qui vivaient à proximité, une tentative a été entreprise par la 8e flottille de défense côtière de la Marine polonaise pour la déflagrer avec un engin télécommandé, mais elle explosa, sans faire de victimes. C'était la plus grosse munition non explosée trouvée en Pologne depuis la guerre,.

## Images

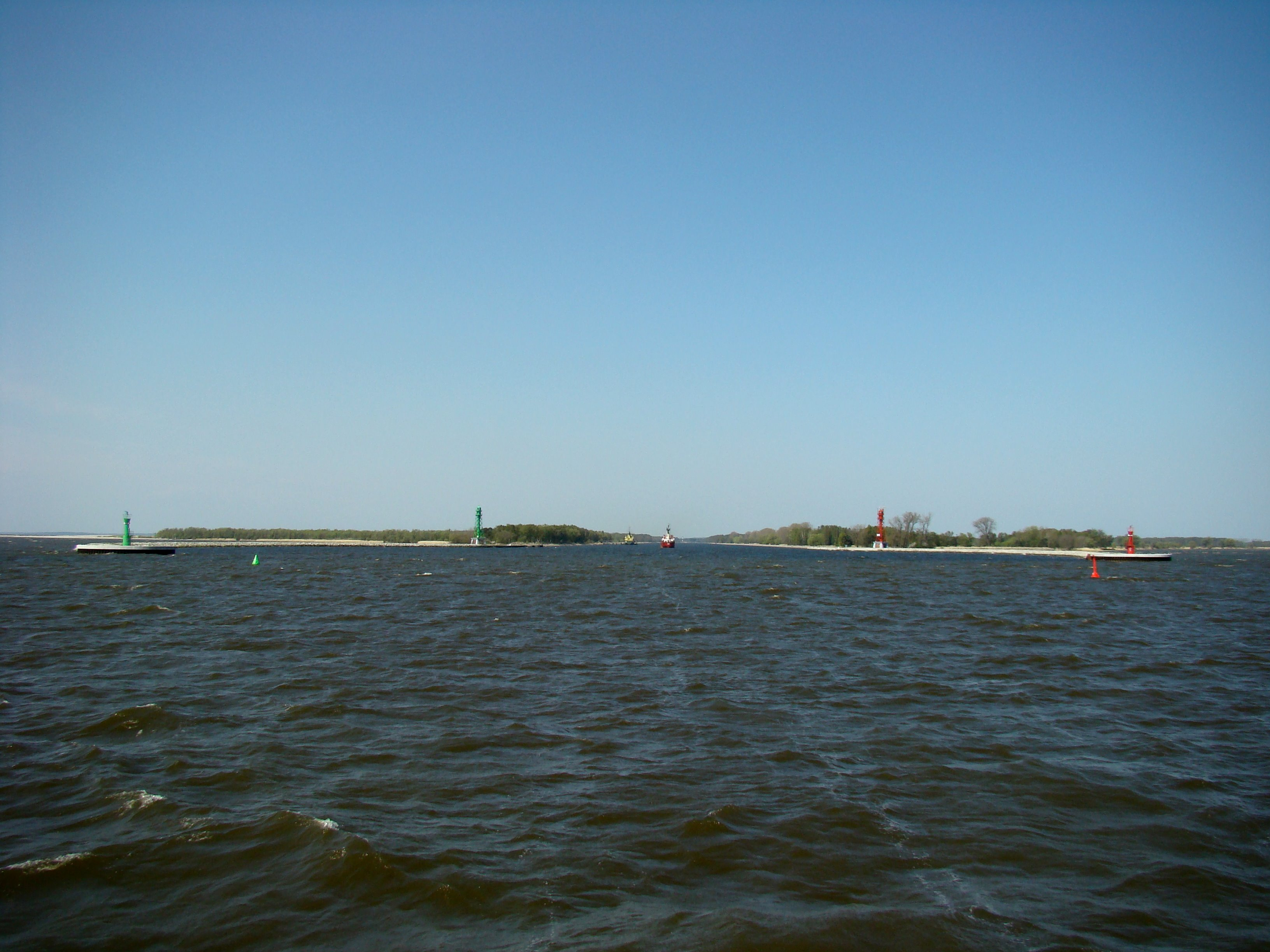
Vue sur le canal depuis la lagune de Szczecin
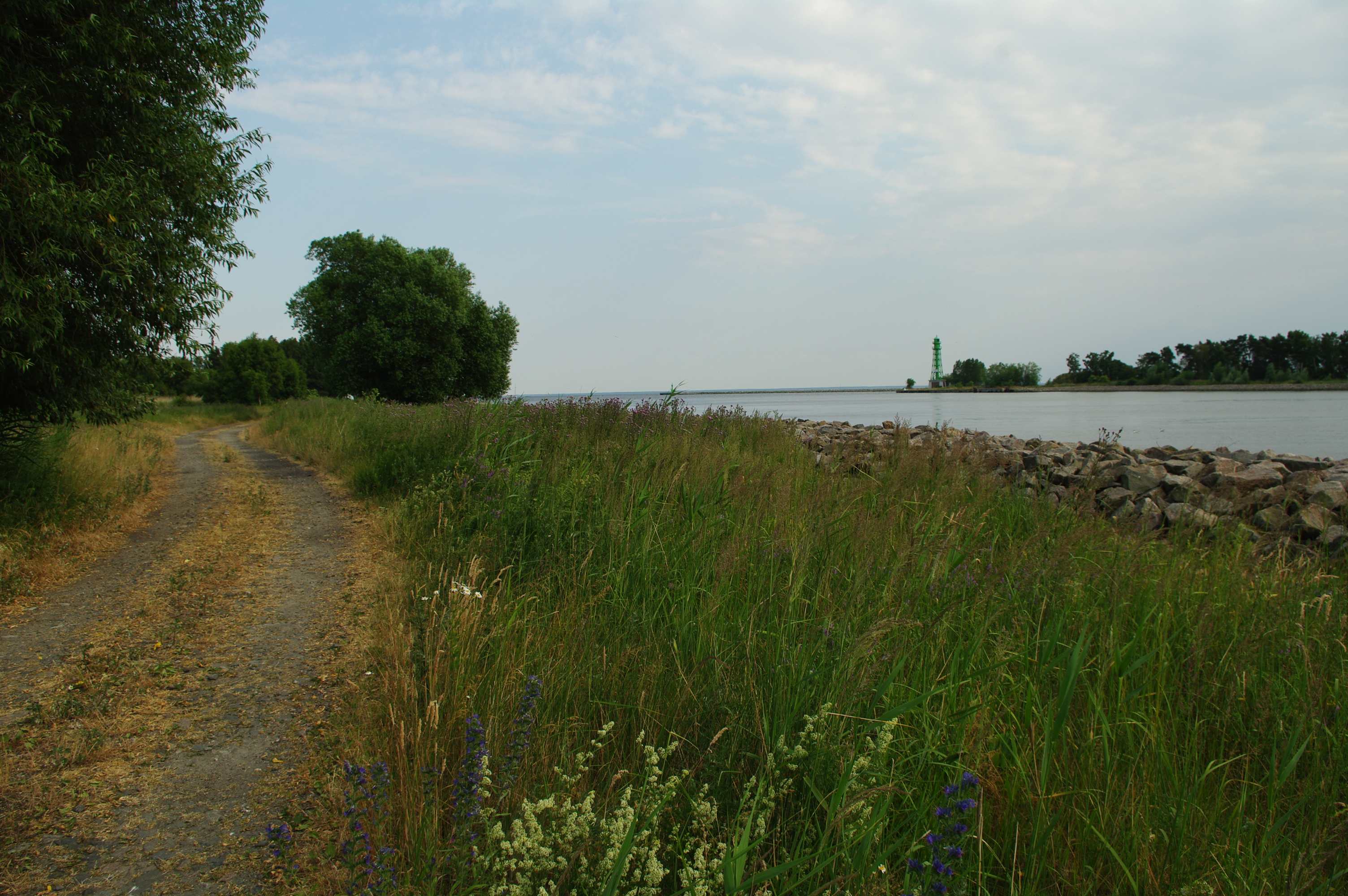
Vue depuis l'île de Karsibór
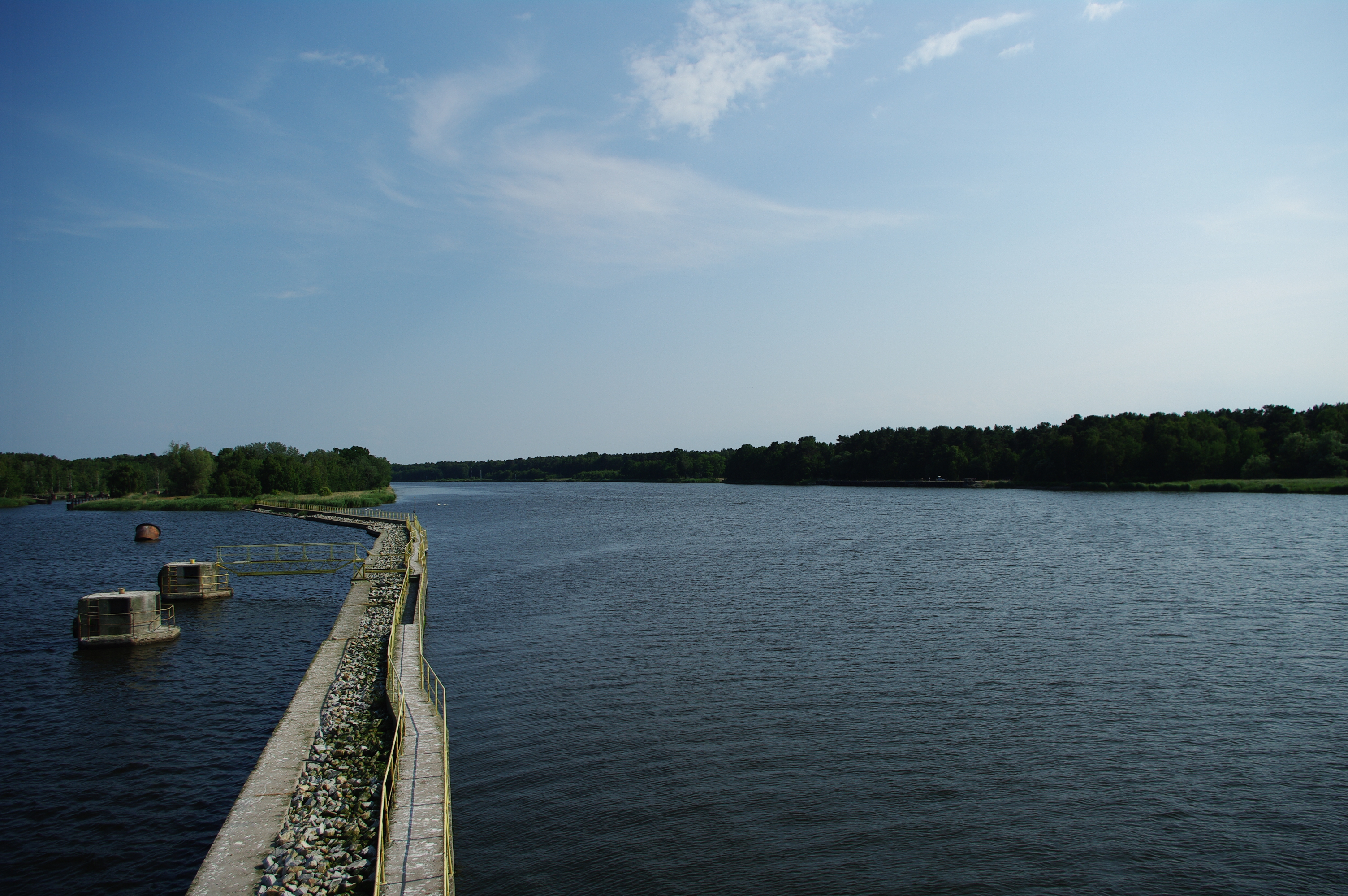
Le canal Piast s'écarte de la rivière Świna